# Burak Yılmaz
Burak Yılmaz (ur. 15 lipca 1985 w Antalyi) – turecki piłkarz, który występował na pozycji pomocnika lub napastnika.
W latach 2006–2022 reprezentant Turcji. Uczestnik Mistrzostw Europy 2016 i 2020

## Kariera
Yılmaz jest wychowankiem Antalyasporu. Do kadry pierwszego zespołu dołączył w 2002 roku. Po czterech latach gry w tym klubie odszedł w lipcu 2006 do Beşiktaş JK. Pierwszy ligowy mecz w barwach nowego zespołu rozegrał 6 sierpnia 2006 roku w przegranym 0:1 spotkaniu przeciwko Vestel Manisaspor. Ogólnie w sezonie 2006/2007 wystąpił w 30 meczach ligowych, w których zdobył 5 bramek oraz zdobył Puchar Turcji. W sezonie 2007/2008 wystąpił w jednym meczu fazy grupowej Ligi Mistrzów – w przegranym 0:2 wyjazdowym spotkaniu przeciwko FC Porto. W zimowym oknie transferowym 2008 został sprzedany do Manisasporu. Sezon 2007/2008 zakończył z bilansem 25/10. Po jego zakończeniu został zawodnikiem Fenerbahçe SK. Pierwszym meczem dla Fenerbahçe SK w Süper Lig było przegrane spotkanie przeciwko Gaziantepsporowi (0:1). W lipcu 2009 roku został wypożyczony do Eskişehirsporu. Pół roku później odszedł za darmo do Trabzonsporu. W rundzie wiosennej sezonu 2009/2010 rozegrał 11 meczów ligowych. Wraz z Trabzonsporem świętował zdobycie drugiego w swojej karierze Pucharu Turcji. W sezonie 2010/2011 występował na pozycji prawego pomocnika. We wszystkich oficjalnych rozgrywkach zdobył 23 gole w 44 meczach. W kolejnym sezonie został z 33 golami królem strzelców ligi. Ustanowił również klubowy rekord dotyczący największej liczby goli ligowych zdobytych w jednym sezonie – poprzedni należał do Fatiha Tekke. Oprócz tego rozegrał 3 mecze w fazie grupowej Ligi Mistrzów oraz 3 mecze w Lidze Europy. 19 lipca 2012 roku został piłkarzem Galatasaray SK. Kwota transferu wyniosła 5 milionów euro.

### Galatasaray
2 września 2012 roku strzelił swojego debiutanckiego gola dla nowego klubu w meczu przeciwko Bursasporowi, który zakończył się wynikiem 3:2 i przeszedł do historii jako 1000. zwycięstwo ligowe klubu. Na początku października strzelił gola w meczu przeciwko Eskişehirsporowi, ratując punkt dla Galatasaray z wynikiem 1:1. 28 października strzelił swojego 100. gola w meczu przeciwko Kayserisporowi. Sezon 2014/15 rozpoczął się dla Galatasaray meczem o Superpuchar Turcji przeciwko Fenerbahçe SK. W serii rzutów karnych Burak strzelił gola, jednak jego zespół przegrał w karnych 3:2. W pierwszych meczach ligowych Yılmaz strzelił gola przeciwko Bursasporowi, Sivassporowi oraz Erciyessporowi. W Lidze Mistrzów strzelił na wagę remisu w meczu z Anderlechtem oraz w meczu z Arsenalem, przegranym dla tureckiej drużyny 4:1. 29 listopada strzelił jedynego gola w meczu z Gaziantepsporem. Dołożył po dwóch golach w meczach z Akhisarem (2:1) i Konyasporem (5:0) oraz jednego w meczu z Mersinem (3:2 dla Galatasaray). 4 maja 2015 znowu strzelił dwa gole Akhisarowi. Jedynego hat-tricka w sezonie zdobył w finale Pucharu Turcji przeciwko Bursasporowi, dzięki czemu zespół ze Stambułu wygrał 3:2. Burak zakończył sezon z 16 golami i 4 asystami na koncie.

## Statystyki

### Klubowe
| Klub                 | Sezon              | Liga                 | Liga  | Liga   | Puchar kraju | Puchar kraju | Kontynentalne | Kontynentalne | Suma  | Suma   |
| Klub                 | Sezon              | Poziom               | Mecze | Bramki | Mecze        | Bramki       | Mecze         | Bramki        | Mecze | Bramki |
| -------------------- | ------------------ | -------------------- | ----- | ------ | ------------ | ------------ | ------------- | ------------- | ----- | ------ |
| Antalyaspor          | 2002/2003          | TFF 1. Lig           | 4     | 0      | 0            | 0            | —             | —             | 4     | 0      |
| Antalyaspor          | 2003/2004          | TFF 1. Lig           | 13    | 0      | 1            | 0            | —             | —             | 14    | 0      |
| Antalyaspor          | 2004/2005          | TFF 1. Lig           | 29    | 8      | 2            | 1            | —             | —             | 31    | 9      |
| Antalyaspor          | 2005/2006          | TFF 1. Lig           | 24    | 9      | 0            | 0            | —             | —             | 24    | 9      |
| Antalyaspor          | Łącznie            | Łącznie              | 70    | 17     | 3            | 1            | —             | —             | 73    | 18     |
| Beşiktaş JK          | 2006/2007          | Süper Lig            | 30    | 5      | 7            | 1            | 6             | 0             | 43    | 6      |
| Beşiktaş JK          | 2007/2008          | Süper Lig            | 9     | 1      | 1            | 0            | 2             | 0             | 12    | 1      |
| Beşiktaş JK          | Łącznie            | Łącznie              | 39    | 6      | 8            | 1            | 8             | 0             | 55    | 7      |
| Manisaspor           | 2007/2008          | Süper Lig            | 16    | 9      | 2            | 0            | —             | —             | 18    | 9      |
| Fenerbahçe SK        | 2008/2009          | Süper Lig            | 6     | 0      | 3            | 0            | 7             | 0             | 16    | 0      |
| Eskişehirspor (wyp.) | 2009/2010          | Süper Lig            | 14    | 1      | 3            | 1            | —             | —             | 17    | 2      |
| Trabzonspor          | 2009/2010          | Süper Lig            | 11    | 3      | 3            | 0            | —             | —             | 14    | 3      |
| Trabzonspor          | 2010/2011          | Süper Lig            | 30    | 19     | 3            | 1            | 2             | 0             | 36    | 20     |
| Trabzonspor          | 2011/2012          | Süper Lig            | 31    | 33     | 1            | 1            | 8             | 1             | 44    | 36     |
| Trabzonspor          | Łącznie            | Łącznie              | 72    | 55     | 7            | 2            | 10            | 1             | 89    | 58     |
| Galatasaray SK       | 2012/2013          | Süper Lig            | 30    | 24     | 0            | 0            | 9             | 8             | 39    | 32     |
| Galatasaray SK       | 2013/2014          | Süper Lig            | 32    | 16     | 6            | 2            | 6             | 0             | 44    | 18     |
| Galatasaray SK       | 2014/2015          | Süper Lig            | 28    | 16     | 2            | 4            | 6             | 2             | 37    | 22     |
| Galatasaray SK       | 2015/2016          | Süper Lig            | 15    | 9      | 0            | 0            | 4             | 0             | 21    | 10     |
| Galatasaray SK       | Łącznie            | Łącznie              | 105   | 65     | 8            | 6            | 25            | 10            | 138   | 81     |
| Beijing Guo’an       | 2016               | Chinese Super League | 17    | 11     | 3            | 0            | —             | —             | 20    | 11     |
| Beijing Guo’an       | 2017               | Chinese Super League | 11    | 8      | 0            | 0            | —             | —             | 11    | 8      |
| Beijing Guo’an       | Łącznie            | Łącznie              | 28    | 19     | 3            | 0            | —             | —             | 31    | 19     |
| Trabzonspor          | 2017/2018          | Süper Lig            | 25    | 23     | 0            | 0            | —             | —             | 25    | 23     |
| Trabzonspor          | 2018/2019          | Süper Lig            | 7     | 5      | 0            | 0            | —             | —             | 7     | 5      |
| Trabzonspor          | Łącznie            | Łącznie              | 32    | 28     | 0            | 0            | —             | —             | 32    | 28     |
| Beşiktaş JK          | 2018/2019          | Süper Lig            | 15    | 11     | —            | —            | 0             | 0             | 15    | 11     |
| Beşiktaş JK          | 2019/2020          | Süper Lig            | 25    | 13     | 1            | 1            | 0             | 0             | 26    | 14     |
| Beşiktaş JK          | Łącznie            | Łącznie              | 40    | 24     | 1            | 1            | 0             | 0             | 41    | 25     |
| Lille OSC            | 2020/2021          | Ligue 1              | 28    | 16     | 1            | 0            | 4             | 2             | 33    | 18     |
| Lille OSC            | 2021/2022          | Ligue 1              | 31    | 4      | 1            | 0            | 7             | 3             | 40    | 7      |
| Lille OSC            | Łącznie            | Łącznie              | 59    | 20     | 2            | 0            | 11            | 5             | 73    | 25     |
| Fortuna Sittard      | 2022/2023          | Eredivisie           | 26    | 9      | 1            | 0            | —             | —             | 27    | 9      |
| Łącznie w karierze   | Łącznie w karierze | Łącznie w karierze   | 507   | 253    | 41           | 12           | 61            | 16            | 618   | 283    |

### Reprezentacyjne
| Reprezentacja | Rok     | Występy | Bramki |
| ------------- | ------- | ------- | ------ |
| Turcja        | 2006    | 4       | 0      |
| Turcja        | 2007    | 0       | 0      |
| Turcja        | 2008    | 0       | 0      |
| Turcja        | 2009    | 0       | 0      |
| Turcja        | 2010    | 1       | 0      |
| Turcja        | 2011    | 9       | 3      |
| Turcja        | 2012    | 8       | 3      |
| Turcja        | 2013    | 11      | 7      |
| Turcja        | 2014    | 4       | 2      |
| Turcja        | 2015    | 5       | 4      |
| Turcja        | 2016    | 6       | 3      |
| Turcja        | 2017    | 4       | 1      |
| Turcja        | 2018    | 0       | 0      |
| Turcja        | 2019    | 7       | 1      |
| Turcja        | 2020    | 4       | 0      |
| Turcja        | 2021    | 13      | 6      |
| Turcja        | 2022    | 1       | 1      |
| Łącznie       | Łącznie | 77      | 31     |

## Sukcesy

### Beşiktaş
- Puchar Turcji: 2006/2007
- Superpuchar Turcji: 2006

### Trabzonspor
- Puchar Turcji: 2009/2010
- Superpuchar Turcji: 2010

### Galatasaray
- Mistrzostwo Turcji: 2012/2013, 2014/2015
- Puchar Turcji: 2013/2014, 2014/2015, 2015/2016
- Superpuchar Turcji: 2013, 2015

### Lille OSC
- Mistrzostwo Francji: 2020/2021
- Superpuchar Francji: 2021

### Indywidualne
- Król strzelców Süper Lig: 2011/2012, 2012/2013

### Wyróżnienia
- Piłkarz miesiąca w Lille OSC: 2020/2021[6]
- Zawodnik miesiąca Ligue 1: Kwiecień 2021[7]